# Sucúa

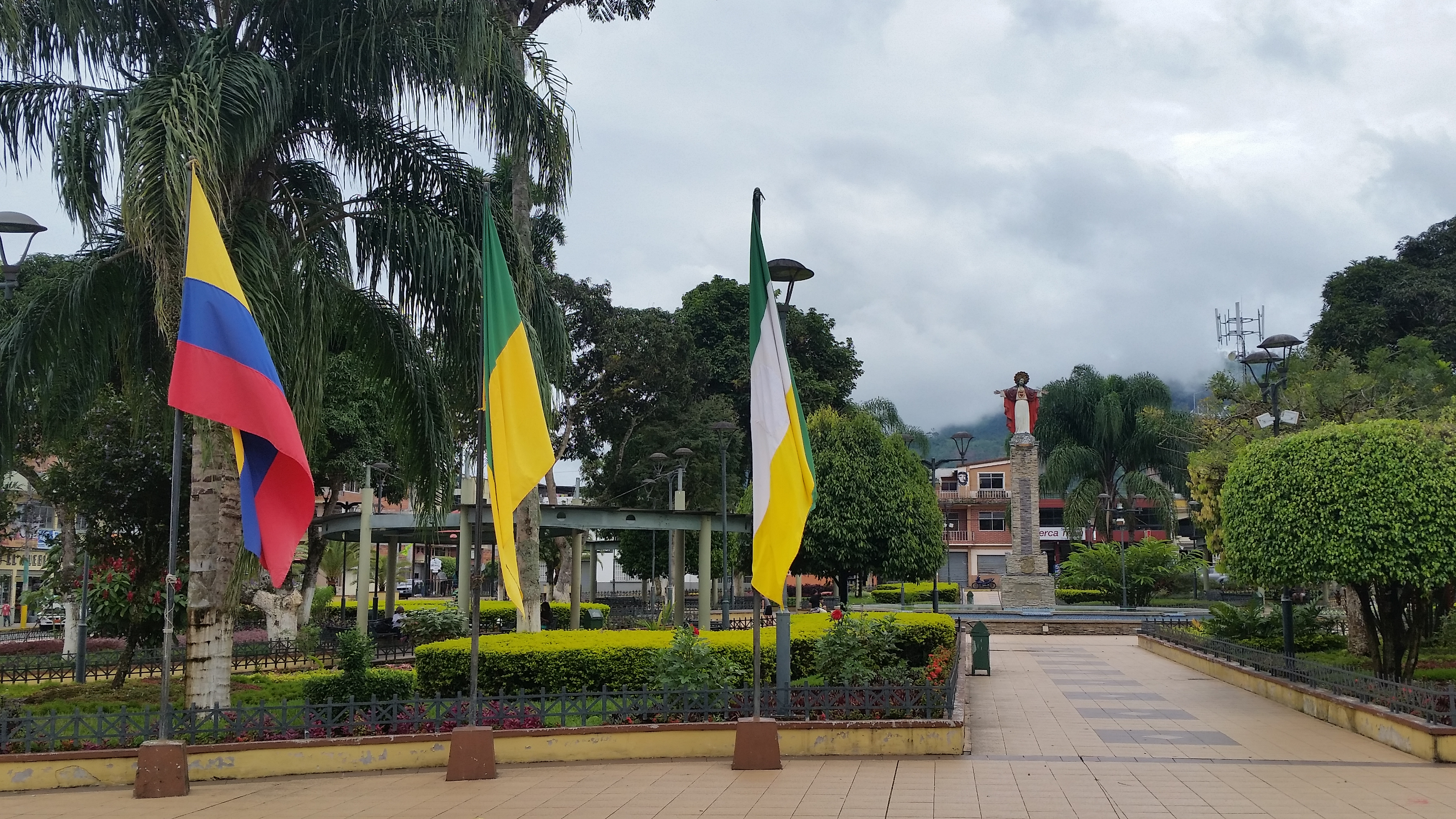
Parque Central de Sucúa

Sucúa ist eine Kleinstadt und die einzige Parroquia urbana im Kanton Sucúa der ecuadorianischen Provinz Morona Santiago. Die Parroquia besitzt eine Fläche von 472,3 km². Im Jahr 2020 lebten 16.471 Menschen in der Parroquia,  davon 10.834 im urbanen Bereich von Sucúa, 1228 im suburbanen Bereich, 3879 im östlichen ländlichen Bereich sowie 530 im westlichen ländlichen Bereich.

## Lage
Die Parroquia Sucúa reicht von der Ostflanke der Cordillera Real im Westen bis zur Cordillera de Kutukú im Osten. Der Río Upano durchquert das Gebiet in südlicher Richtung und trennt es in einen westlichen und einen östlichen Teil. Die Längsausdehnung beträgt etwa 40 km. Der Río Tutanangosa fließt entlang der südlichen Verwaltungsgrenze im westlichen Gebietsteil nach Osten. Der Río Yukipa mit seinem Nebenfluss Río Ininkis entwässern den Nordosten der Parroquia, der Río Seipa den Südosten. Die 830 m hoch gelegene Stadt Sucúa befindet sich westlich des Río Upano an der Fernstraße E45 (Macas–Zamora) 17,5 km südsüdwestlich der Provinzhauptstadt Macas.
Die Parroquia Sucúa grenzt im Osten an die Parroquia Río Blanco (Kanton Morona), im zentralen Norden an die Parroquia Santa Marianita de Jesús, im Nordosten und im Osten an die Parroquia Sevilla Don Bosco (Kanton Morona) sowie im Süden an die Parroquias Huambi und Asunción.

## Orte und Siedlungen
Die Stadt, der urbane Bereich, ist in folgende Barrios gegliedert:
- El Terminal
- Norte
- Upano
- Amazonas
- 8 de Diciembre
- Centro
- 3 de Noviembre
- 12 de Febrero
- Sur
- 5 Esquinas
- La Providencia
- El Aeropuerto
- 4 de Octubre
- Los Artesanos
- El Belén
- La Cruz
- El Progreso
- El Paraíso

Ferner gibt es folgende Barrios im suburbanen Bereich:
- Nuevo Israel
- Huambinimi
- Nazareno
- 31 de Agosto

Im Bereich "Sucúa Rural Este" befinden sich folgende Comunidades:
- Flor del Bosque
- San Luis del Upano
- Saip Matriz
- San Ramón
- San Carlos
- María Auxiliadora
- Santa Rosa
- San Pablo
- Sera
- Tuntaím
- Wawaime
- Yukutais
- Taant
- Pinchu Naint

Im Bereich "Sucúa Rural Oeste" befinden sich folgende Comunidades:
- Cuyataza
- El Triunfo
- La Merced
- García Moreno

## Geschichte
Mit der Schaffung des Kantons Sucúa am 8. Dezember 1962 wurde Sucúa eine Parroquia urbana und Sitz der Kantonsverwaltung.